# Liste der japanischen Botschafter in Russland

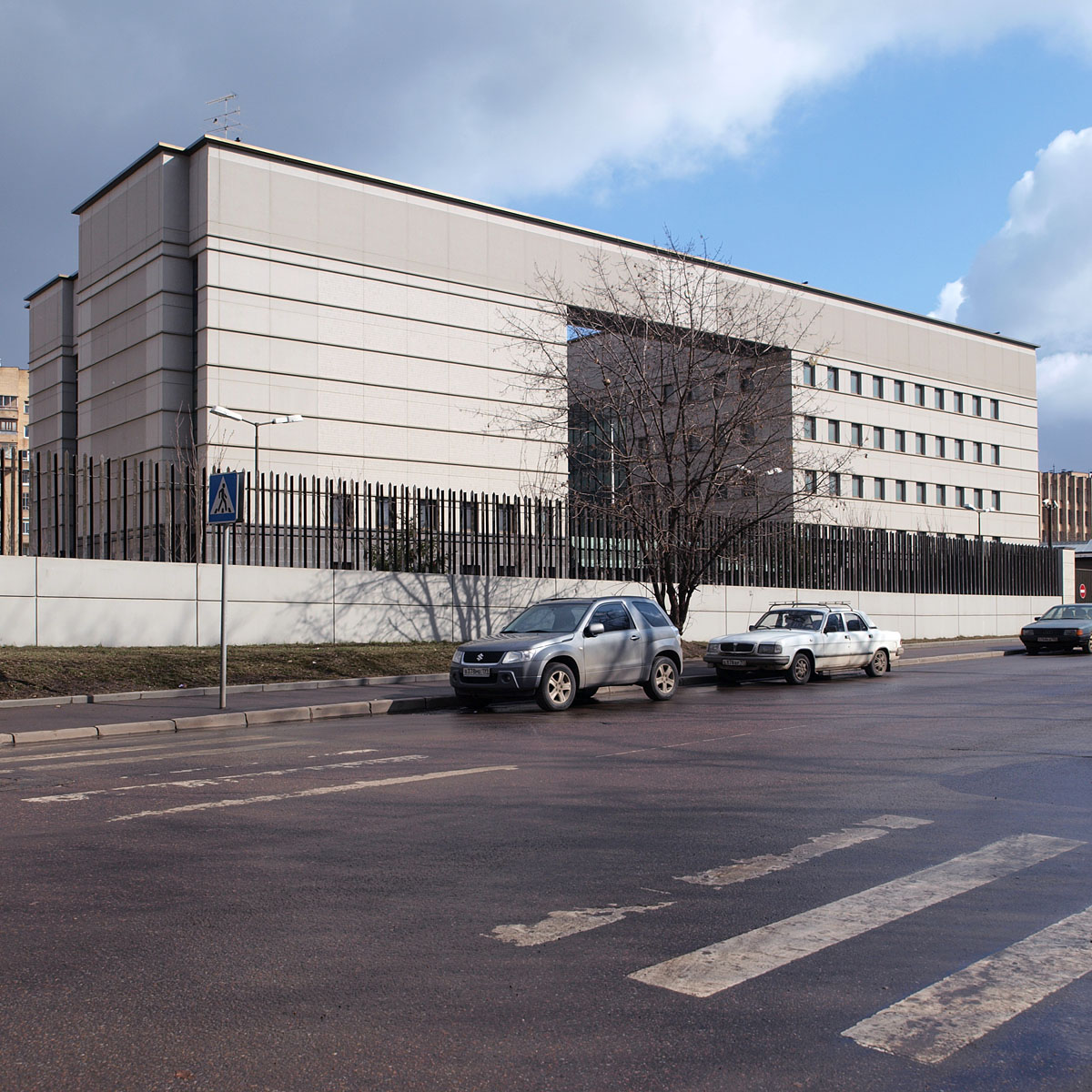
Die japanische Botschaft befindet sich am Грохольский переулок 27 in Moskau.

## Geschichte
An der mandchurisch-mongolischen Grenze zur Sowjetunion lieferten sich 1939 Selbstverteidigungsstreitkräfte und Rote Armee schwere Gefechte. Am 13. April 1941 wurde in Moskau ein Japanisch-Sowjetischer Neutralitätspakt unterzeichnet.
Beide Regierungen hatten sich am 20. Januar 1925 in einem Vertrag zur Aufnahme diplomatischer Beziehungen und auf die Verlängerung des Vertrag von Portsmouth von 1905 verständigt.
In zwei Zusatzprotokollen zu diesem Vertrag hatte Japan eingewilligt seine Truppen aus dem zum nördlichen Russland gehörenden Teil von Sachalin zurückzuziehen,
während ihm in diesem Gebiet Konzessionen zur Ausbeutung und Erschließung von Mineralöl sowie zur Gewinnung von Kohle eingeräumt wurden.
| Ernennung/ Akkreditierung | Name                            | Japanische Schrift | Bemerkungen | ernannt während der Regierung von | Ministerpräsident von Russland      | Posten verlassen |
| ------------------------- | ------------------------------- | ------------------ | ----------- | --------------------------------- | ----------------------------------- | ---------------- |
| 1874                      | Enomoto Takeaki                 | 榎本武揚           |             | Meiji                             | Alexander II.                       | 1878             |
| 1880                      | Yanagihara Maehikari            | 柳原前光           |             | Meiji                             | Alexander II.                       | 1883             |
| 1883                      | Hanabusa Yoshitada              | 花房義質           |             | Meiji                             | Alexander III.                      | 1886             |
| 1886                      | Nishi Tokujirō                  | 西徳二郎           |             | Itō Hirobumi                      | Alexander III.                      | 1896             |
| 1897                      | Hayashi Tadasu                  | 林董               |             | Matsukata Masayoshi               | Nikolaus II.                        | 1900             |
| 1900                      | Komura Jutarō                   | 小村壽太郎         |             | Itō Hirobumi                      | Nikolaus II.                        |                  |
| 1900                      | Chinda Sutemi                   | 珍田捨巳           |             | Itō Hirobumi                      | Nikolaus II.                        | 1901             |
| 1901                      | Kurino Shinichiro               | 栗野慎一郎         |             | Katsura Tarō                      | Nikolaus II.                        | 1904             |
| 1905                      | Russisch-Japanischer Krieg      |                    |             | Katsura Tarō                      | Nikolaus II.                        | 1905             |
| 1906                      | Motono Ichirō                   | 本野一郎           |             | Saionji Kimmochi                  | Nikolaus II.                        | 1916             |
| 1916                      | Uchida Kōsai                    | 内田康哉           |             | Terauchi Masatake                 | Nikolaus II.                        | 1918             |
| 1917                      | Oktoberrevolution               |                    |             | Terauchi Masatake                 | Alexander Fjodorowitsch Kerenski    | 1924             |
| 1925                      | Tanaka Tokichi                  | 田中都吉           |             | Kiyoura Keigo                     | Alexei Iwanowitsch Rykow            | 1930             |
| 1930                      | Hirota Kōki                     | 広田弘毅           |             | Hamaguchi Osachi                  | Wjatscheslaw Michailowitsch Molotow | 1932             |
| 1932                      | Ota Tamekichi                   | 太田為吉           |             | Saitō Makoto                      | Wjatscheslaw Michailowitsch Molotow | 1936             |
| 1936                      | Shigemitsu Mamoru               | 重光葵             |             | Hirota Kōki                       | Wjatscheslaw Michailowitsch Molotow | 1938             |
| 1938                      | Tōgō Shigenori                  | 東郷茂徳           |             | Hayashi Senjūrō                   | Wjatscheslaw Michailowitsch Molotow | 1940             |
| 1940                      | Tatekawa Yoshitsugu             | 建川美次           |             | Yonai Mitsumasa                   | Wjatscheslaw Michailowitsch Molotow | 1942             |
| 1942                      | Satō Naotake                    | 佐藤尚武           |             | Konoe Fumimaro                    | Josef Stalin                        | 1946             |
| 1947                      | japanisch-sowjetische Erklärung |                    |             | Katayama Tetsu                    | Josef Stalin                        | 1956             |
| 1957                      | Kadowaki kikō                   | 門脇季光           |             | Kishi Nobusuke                    | Nikolai Alexandrowitsch Bulganin    | 1961             |
| 1961                      | Yamada Hisanari                 | 山田久就           |             | Ikeda Hayato                      | Nikita Sergejewitsch Chruschtschow  | 1963             |
| 1963                      | Takezo Shimoda                  | 下田武三           |             | Ikeda Hayato                      | Nikita Sergejewitsch Chruschtschow  | 1965             |
| 1965                      | Toru Nakagawa                   | 中川融             |             | Satō Eisaku                       | Leonid Iljitsch Breschnew           | 1970             |
| 1971                      | Nizeki Kinya                    | 新関欽哉           |             | Satō Eisaku                       | Leonid Iljitsch Breschnew           | 1973             |
| 1974                      | Akira Shigemitsu                | 重光晶             |             | Miki Takeo                        | Leonid Iljitsch Breschnew           | 1978             |
| 1978                      | Sakanahon chikuzen              | 魚本藤吉郎         |             | Ōhira Masayoshi                   | Leonid Iljitsch Breschnew           | 1982             |
| 1982                      | Takashima Masuro                | 高島益郎           |             | Nakasone Yasuhiro                 | Leonid Iljitsch Breschnew           | 1984             |
| 1984                      | Katori YasushiMamoru            | 鹿取泰衛           |             | Nakasone Yasuhiro                 | Konstantin Ustinowitsch Tschernenko | 1987             |
| 1987                      | Toshiaki Muto                   | 武藤利昭           |             | Takeshita Noboru                  | Andrei Andrejewitsch Gromyko        | 1990             |
| 1990                      | Sumio Edamura                   | 枝村純郎           |             | Kaifu Toshiki                     | Michail Sergejewitsch Gorbatschow   | 1994             |
| 1994                      | Koji Watanabe                   | 渡辺幸治           |             | Murayama Tomiichi                 | Boris Nikolajewitsch Jelzin         | 1996             |
| 1996                      | Toko Takehiro                   | 都甲岳洋           |             | Hashimoto Ryūtarō                 | Boris Nikolajewitsch Jelzin         | 1999             |
| 1999                      | Minoru Tamba                    | 丹波實             |             | Obuchi Keizō                      | Boris Nikolajewitsch Jelzin         | 2002             |
| 2002                      | Issei Nomura                    | 野村一成           |             | Koizumi Jun’ichirō                | Wladimir Wladimirowitsch Putin      | 2006             |
| 2006                      | Yasuo Saitō                     | 齋藤泰雄           |             | Abe Shinzō                        | Wladimir Wladimirowitsch Putin      | 2009             |
| 2009                      | Masaharu Kono                   | 河野雅治           |             | Hatoyama Yukio                    | Dmitri Anatoljewitsch Medwedew      | 2011             |
| 2011                      | Chikahito Harada                | 原田親仁           |             | Noda Yoshihiko                    | Dmitri Anatoljewitsch Medwedew      |                  |